# Haarhamer

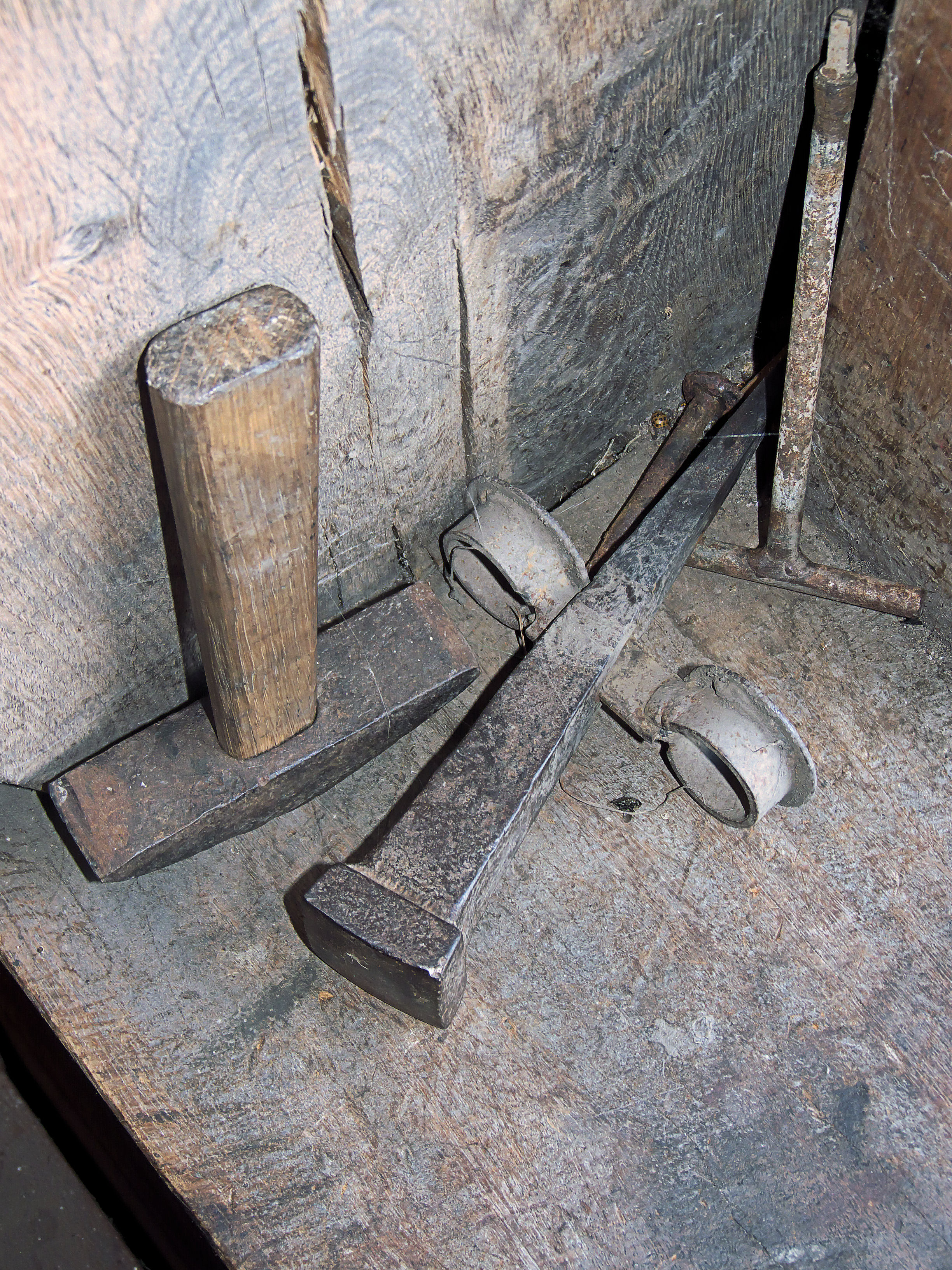
Haarhamer met haarspit

Een haarhamer is een halvemaanvormige hamer voor het scherp maken van een zeis of zicht, te gebruiken in combinatie met een haarspit.